# Rebecca Gomperts
Rebecca Gomperts (Paramaribo, 29 de julho de 1966) é uma médica radicada em Amsterdã e fundadora das organizações sem fins lucrativos Women on Waves e Women on Web, que fornecem serviços de saúde reprodutiva para mulheres em países onde não são prestados. Em 2013 e 2014 ela foi incluída na lista 100 Mulheres, da BBC. Em 2018 Gomperts fundou a organização sem fins lucrativos Aid Access, que atua nos Estados Unidos. Uma especialista em aborto e ativista, ela é geralmente considerada a primeira ativista pelo direito ao aborto a cruzar as fronteiras internacionais.
Gomperts foi incluída na lista das 100 pessoas mais influentes de 2020 da revista Time.

## Início de vida
Rebecca Gomperts nasceu em 1966 em Paramaribo, capital do Suriname. Ela mudou-se para os Países Baixos aos três anos de idade e cresceu na cidade portuária de Vlissingen. Seus movimentos pela Europa desde muito cedo criaram nela uma consciência internacional que impulsionaria sua futura carreira.
Gomperts mudou-se para Amsterdã em meados da década de 1980, após a conclusão do ensino médio. Tendo um interesse por artes e ciências, Gomperts estudou artes visuais e medicina. Ela completou um curso de quatro anos de arte na Gerrit Rietveld Academie, estudando arte conceitual, enquanto ao mesmo tempo frequentava a faculdade de medicina. Ao descobrir que a arte não era o caminho que desejava seguir, mergulhou no mundo da medicina; Gomperts não encontrou sua vocação no campo da medicina reprodutiva até mais tarde em sua carreira médica.

## Carreira

### Início
Após formar-se em medicina, Gomperts trabalhou em um pequeno hospital na Guiana como médica estagiária. Foi lá que, aos 25 anos, ela testemunhou a realidade do aborto ilegal pela primeira vez. Em 1997, ela era uma médica de 31 anos radicada em Amesterdão que realizava abortos legais.
Entre 1997-1998, Gomperts navegou com um navio do Greenpeace chamado Rainbow Warrior II como médica residente e ativista ambiental.
Após suas viagens com o Greenpeace, o interesse de Gomperts em saúde reprodutiva aumentou. Gomperts queria que os danos à saúde e as taxas de mortalidade por abortos em casa diminuíssem, então elaborou um programa baseado na ideia radical de que as mulheres podem fazer abortos em lugares onde as clínicas de aborto são altamente restritas ou não existem.
Gomperts usou contatos que ela fez durante a escola de arte para ajudá-la a projetar e financiar uma clínica móvel. Um amigo próximo dela, Joep van Lieshout, concordou em ajudar a projetar a clínica. A ideia colaborativa era que a clínica fosse uma obra de arte funcional, uma clínica móvel a bordo de um navio, para que pudesse passar legalmente pelas fronteiras internacionais sem que o equipamento médico fosse apreendido. Gomperts solicitou fundos do Conselho Nacional de Artes, precisando de $500 000 em equipamentos médicos e $190 000 no total de capital inicial. A bolsa para a clínica móvel veio da Fundação Mondriaan. A formação de Gomperts em arte permitiu que ela colocasse seu sonho em ação, e sua clínica móvel tornou-se “um espaço de fusão do trabalho que é simbólico com o trabalho social”.

### Women on Waves
Gomperts fundou sua organização Women on Waves em 1999, após retornar da sua viagem no navio Rainbow Warrior II. A Women on Waves estava levando serviços de aborto não cirúrgico e educação para países em todo o mundo que não os tinham.
Usando a doação da Fundação Mondriaan, a Women on Waves alugou um barco no qual a clínica móvel seria montada. Muitos meios de comunicação ficaram chocados com o fato de Gomperts não estar nem um pouco preocupada com a possibilidade de seu navio ser detido, apreendido ou afundado ao entrar nas águas de uma nação.
Women on Waves fez muitas viagens. A notícia se espalhou rapidamente de que ela estava tentando alcançar países onde o aborto era ilegal através de suas águas, e muitos desses países adotaram medidas para impedi-la. A primeira viagem foi para a Irlanda, depois Polônia, Portugal, Espanha, Marrocos e Guatemala. Embora sua primeira viagem de onze dias a Dublin tenha sido considerada mal sucedida pela mídia, a Women On Waves recebeu mais de 200 pedidos de aborto de mulheres em terra que precisavam de sua ajuda, o que foi mais atenção do que Gomperts jamais imaginou. O Women on Waves nunca teve a intenção de resolver o problema do aborto inseguro, mas de ajudar a criar precedentes legais nas áreas cinzentas das leis de aborto dos países, para alcançar todas as mulheres que não tiveram ajuda de seus próprios médicos, e para prevenir o ato perigoso de abortos ilegais.

### Women on Web
O Women on Waves enfrentou muitos desafios durante as viagens. Em uma de suas viagens a Portugal, sua clínica móvel não foi autorizada a atracar. Ao invés disso, Gomperts fez uma aparição em um talk show local. Ela falou sobre como uma mulher poderia fazer um aborto seguro sozinha em casa e todos os outros conselhos médicos que ela poderia dar no ar. Foi então que Gomperts percebeu que poderia alcançar mais pessoas pela internet do que de barco. “No final, nosso navio nunca será uma solução estrutural para o enorme número de mulheres que precisam de aborto,” disse ela.
Foi quando, em 2005, foi fundada a segunda organização de Gomperts, Women on Web. Em 2016, a Women on Web estava recebendo mais de 10 000 emails por mês de mais de 123 países em todo o mundo, onde mulheres perguntavam questões variadas, desde como administrar pílulas abortivas e conselhos sobre contraceptivos até consultoria de relacionamento.

## Vida pessoal
Gomperts tem dois filhos e vive em Amsterdão.

## Cultura popular
Vessel, um documentário sobre a missão de Gomperts no Women on Waves, estreou em 2014 no Southwest Film Festival. Este documentário testemunhou a criação de uma rede de ativistas da saúde reprodutiva liderada por Gomperts.
O Women on Web também teve uma campanha publicitária que anunciou seus serviços por meio da marca de roupas Diesel.